# 浜名湖佐久米駅
浜名湖佐久米駅（はまなこさくめえき）は、静岡県浜松市浜名区三ヶ日町佐久米にある、天竜浜名湖鉄道天竜浜名湖線の駅である。

## 歴史
- 1938年（昭和13年）4月1日：鉄道省二俣西線（後の二俣線）金指 - 三ヶ日間延伸時に佐久米駅（さくめえき）として開設[1]。旅客・貨物取扱開始[1]。
- 1962年（昭和37年）8月21日：貨物取扱廃止[1]。
- 1970年（昭和45年）6月1日：荷物扱い廃止[2]。同時に無人駅化[3]。
- 1987年（昭和62年）3月15日：二俣線が第三セクター・天竜浜名湖鉄道へ転換、同社の駅となる[1]。同時に浜名湖佐久米駅（はまなこさくめえき）に改称[1]。
- 2022年（令和4年）6月8日：『AKB48✕天浜線』コラボ企画として、AKB48メンバーの大盛真歩が命名した「恋の着地点」が副駅名として設定される。期間は9月30日まで[4]。
- 2023年（令和5年）5月19日：副駅名に「本を読もう 沢渡あまね」を採用。作家沢渡あまねが代表を務める「あまねキャリア」が命名権を購入、命名した。期間は2025年3月末まで[5][6]。

## 駅構造
単式ホーム1面1線を有する地上駅。
無人駅。駅舎に喫茶店「かとれあ」が入居している。駅は浜名湖の目の前（駅舎反対側がすぐ湖）であるが、岸からすぐの湖上には東名高速道路が通っているため、見晴らしは良くない。冬は多数のユリカモメが間近で飛び交い、バードウォッチングで賑わう。
駅前に牛の形を模ったトイレがある。

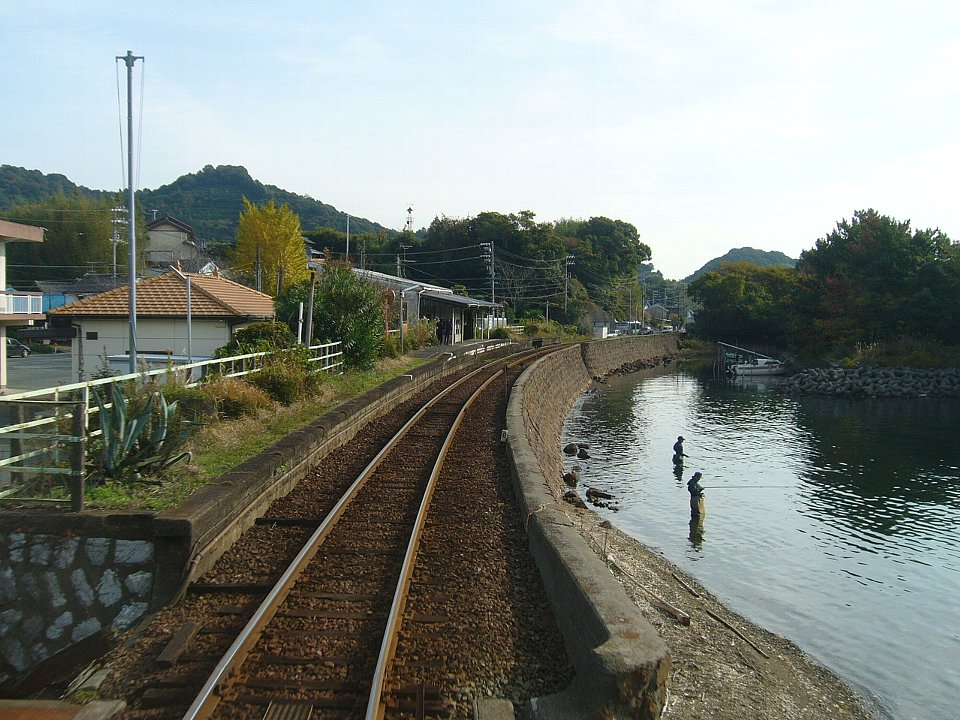
ホーム

## 利用状況
近年の1日平均乗車人員の推移は以下の通り。
| 乗車人員推移 | 乗車人員推移    |
| 年度         | 1日平均乗車人員 |
| ------------ | --------------- |
| 2008         | 24              |
| 2009         | 21              |
| 2010         | 20              |
| 2011         | 30              |
| 2012         | 30              |
| 2013         | 19              |
| 2014         | 20              |
| 2015         | 29              |
| 2016         | 25              |
| 2017         | 19              |
| 2018         | 19              |

## 駅周辺
浜名湖が目の前である。住宅は少ない。
- 国道362号
- 東名高速道路 浜名湖SA
- 東名ハイウェイバス 浜名湖バスストップ
- 遠鉄バス40気賀三ヶ日線「佐久米」停留所：浜松駅行（気賀駅前に寄らず）、三ヶ日車庫行

## 隣の駅
天竜浜名湖鉄道
■天竜浜名湖線
寸座駅 - 浜名湖佐久米駅 - 東都筑駅